# 咸阳北路街道
咸阳北路街道，是中华人民共和国天津市红桥区下辖的一个乡镇级行政单位。

## 行政区划
咸阳北路街道下辖以下地区：
凤城社区、开源社区、永进社区、化工社区、绥中社区、彰武社区、七零七所社区、同心社区、宁城社区、本溪社区、永明社区、幸福社区、红旗社区、勤俭社区、团结社区和北岸社区。